# Bătălia din Ardeni (film)
Bătălia din Ardeni (în engleză Battle of the Bulge) este un film de război epic american din 1965 pe ecran lat, produs în Spania. A fost regizat de Ken Annakin și îi are în distribuție pe Henry Fonda, Robert Shaw, Telly Savalas, Robert Ryan, Dana Andrews și Charles Bronson. A fost filmat în Ultra Panavision 70, în Cinerama 70 mm. A avut premiera mondială la 16 decembrie 1965, la cea de-a 21-a aniversare a Bătăliei din Ardeni, la Cinematograful Pacific Cinerama Dome din Hollywood, California.
Filmul este o relatare foarte fictivă a bătăliei. Realizatorii filmului au încercat să surprindă în mai puțin de trei ore toată ofensiva, o bătălie din Al Doilea Război Mondial care a avut loc în părți din Germania, Belgia și Luxemburg și a durat aproape o lună. Aceștia au filmat părți ale peliculei pe terenuri și pe o vreme care nu semăna nici pe departe cu condițiile reale de luptă. 
Spre deosebire de majoritatea filmelor epice despre Al Doilea Război Mondial, acesta nu conține practic nicio portretizare a înalților comandanți aliați, civili sau militari, probabil din cauza controverselor din jurul bătăliei, atât în timpul războiului, cât și după aceea. Forțele aliate au câștigat în cele din urmă bătălia, dar contraofensiva inițială germană i-a luat prin surprindere și a făcut multe victime.

## Rezumat

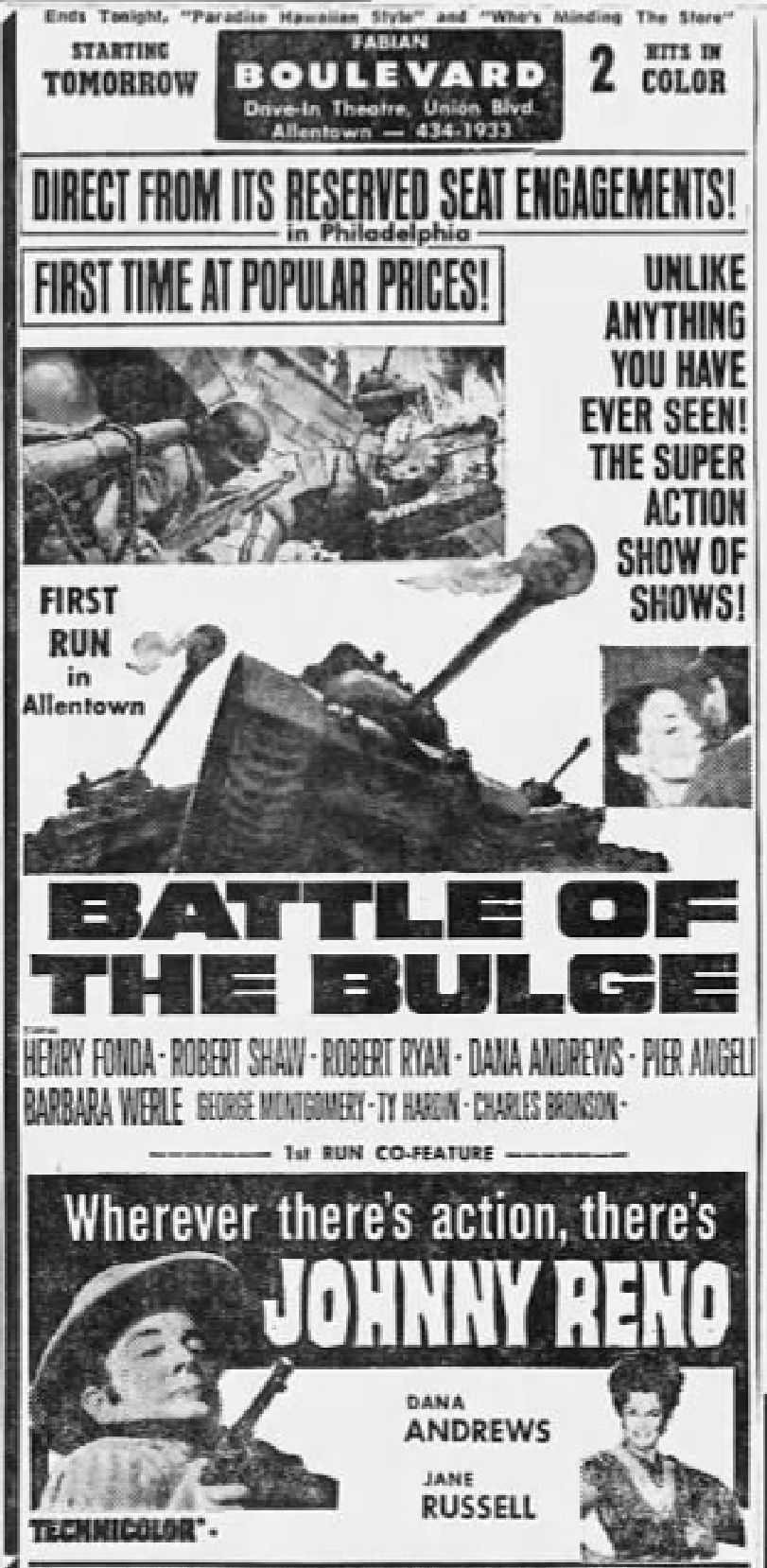
Reclamă Boulevard Drive-In pentru filmele americane Bătălia din Ardeni (1965) și Johnny Reno (1966) - din 28 iunie 1966, în ziarul Morning Call din Allentown, Pennsylvania

În decembrie 1944, ofițerul de informații militare lt. col. Daniel Kiley și pilotul său, Joe, efectuează o misiune de recunoaștere peste pădurile din Ardeni din partea de est a Belgiei, nordul Luxemburgului și părți ale graniței cu Franța și Germania. Ei descoperă o mașină a personalului german și fotografiază ocupanții, suficient de jos pentru ca un prim-plan să-l facă pe șofer să fugă din mașină fără a-i opri motorul. Comandantul său îl ceartă pentru că a irosit benzina, extrem de prețioasă pentru efortul de război german.
Ofițerul, colonelul Hessler, continuă spre noua sa bază subterană, unde generalul Kohler îi informează despre planul extrem de secret de a străpunge liniile americane și de a recuceri Anversul. În același timp, parașutiști germani vorbitori de limbă engleză, conduși de Lt. Schumacher, sunt aruncați în spatele liniilor americane deghizați în polițiști militari americani pentru a deruta și perturba Aliații. Comandantul și șoferul lui Hessler, Conrad, remarcă pierderilor uluitoare pe care le-a suferit Germania în timpul războiului, subliniind superiorului său că noii săi tineri comandanți de tancuri nu sunt oamenii pe care i-a antrenat și condus în campaniile din Polonia, Franța și Crimeea. După o analiză a comandanților de Panzer, în care toți sunt tineri și fără experiență după cum a spus Conrad, ambii bărbați sunt sceptici.
Între timp, Kiley se întoarce la sediul armatei americane și avertizează încă o dată că germanii plănuiesc o nouă ofensivă. Superiorii săi, generalul-maior Gray și ofițerul său executiv, col. Pritchard, nu-l ascultă, crezând că Germania nu are resurse și oameni pentru a porni un atac, mai ales iarna, cu atât mai puțin când sărbătorile de Crăciun se apropie. Căutând dovezi, Kiley este trimis la un avanpost de pe linia Siegfried pentru a captura prizonieri pentru interogatoriu. Maiorul Wolenski îi trimite pe novicele lt. Weaver și entuziastul sgt. Duquesne în patrulare care capturează soldați germani tineri fără experiență. Mai degrabă decât o dovadă a disperării germane, Kiley crede că aceștia își țin oamenii mai experimentați mai în spate pentru o ofensivă, dar este din nou respins de superiorii săi ca un „trăsnit”.
Hessler lansează un atac a doua zi, conducând coloane de tancuri noi Tiger II, mult mai bune ca tancurile aliaților. Wolenski își conduce oamenii în zona împădurită Schnee Eifel pentru a riposta, dar sunt copleșiți. Un grup de tancuri aliate, condus de sgt. Guffy, de asemenea, încearcă să încetinească Panzer-urile, dar tunurile slabe ale tancurilor lor și armura subțire le fac ineficiente. Pe drum înapoi spre Amblève, echipa lui Guffy cară mărfuri de contrabandă dintr-o fermă din apropiere. Lt. Schumacher și trupele sale deghizate capturează singurul pod peste râul Our care poate suporta tancuri grele, iar Hessler continuă spre Amblève, observat în secret de Kiley. Guffy se întâlnește cu iubita lui belgiană, Louise, și împart veniturile din escrocheria lor. De asemenea, ei discută despre sentimentele lor unul față de celălalt, ceea ce înseamnă că se vor căsători după ce războiul se va termina.
Ulterior, Schumacher preia controlul unei intersecții vitale a trei drumuri care leagă Amblève, Malmedy și Linia Siegfried. El sabotează semnele rutiere, iar eșalonul din spate al trupelor lui Wolenski ia drumul greșit spre Malmedy. Ei sunt capturați și masacrați de trupele SS, deși Weaver rănit scapă. Alți soldați americani devin suspicioși când îi observă pe cei din „poliția militară” comandați de Schumacher pretinzând că demolează podul Our, dar montează explozivii incorect.
În timp ce americanii au improvizat o apărare puternică la Amblève, Kohler îi ordonă lui Hessler să o ocolească, dar Hessler dorește să încalce voința americanilor de a lupta, iar Kohler cedează. Gray îl desemnează pe Wolenski să se ocupe de o evacuare a aliaților. Tancurile și infanteria lui Hessler asediază Amblève, apoi ocupă ruinele acestuia. Deși mulți americani, inclusiv Wolenski, sunt capturați, personalul superior scapă în siguranță peste râul Meuse pentru a se regrupa pentru un contraatac. Guffy află că Louise a murit în bombardament.

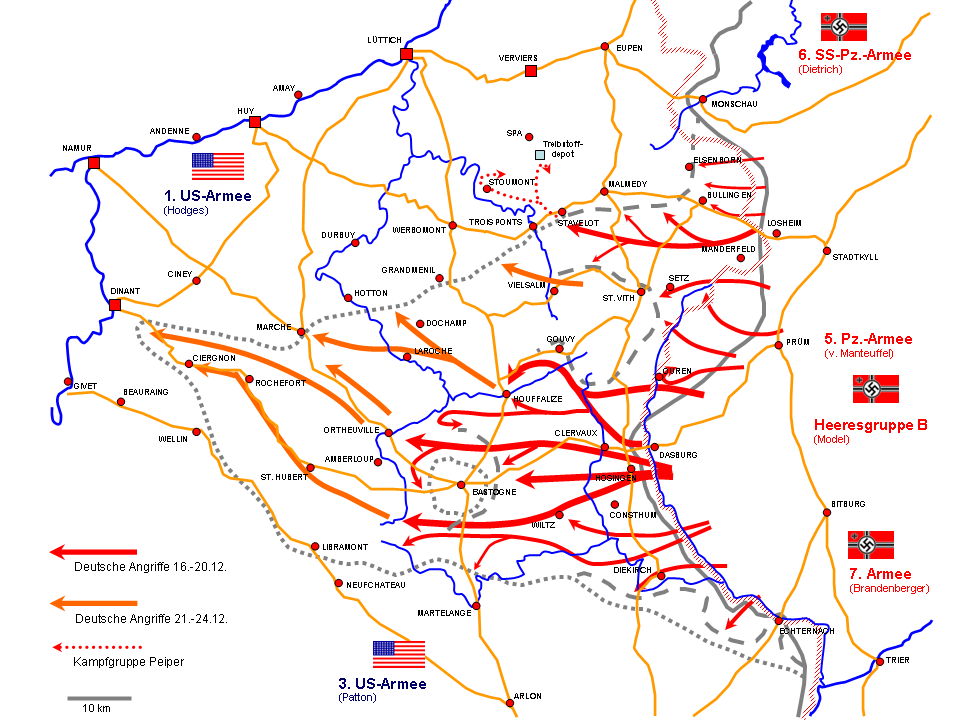
Ofensiva din Ardeni (1944)

În ciuda pericolelor de a zbura prin ceață și noaptea, col. Kiley efectuează o recunoaștere aeriană. El și Joe descoperă tancurile lui Hessler printr-un gol din ceață și transmit radio coordonatele. Focul german face ca avionul să se prăbușească în apropierea unui depozit de combustibil american, ucigându-l pe Joe și rănindu-l pe Kiley.
În convoiul de comandă a lui Hessler, un Conrad exasperat îl confruntă pe colonel (despre care crede că este prea războinic) și cere un transfer. Hessler îl transferă la batalionul de alimentare cu combustibil.
Între timp, divizia lui Grey, cu Meuse în spatele lor, se pregătește să lupte împotriva efortului hotărât al lui Hessler de a captura depozitul de combustibil. Într-o confruntare de tancuri, americanii folosesc un „gambit” pentru a-i atrage pe germani să-și consume ce le-a rămas din combustibil. Tancuri americane sunt distruse, dar strategia funcționează. Weaver, Guffy și câțiva soldați îl ucid pe Schumacher și pe oamenii săi deghizați la depozitul de combustibili înainte de sosirea tancurilor lui Hessler. Kiley rănit iese apoi clătinându-se din ascunzătoare și îi îndeamnă pe bărbați să dea foc depozitului. Disperat, Hessler face un ultim efort pentru a captura depozitul. În apărare, americanii au inundat drumul cu benzină și i-au dat foc cu grenade, distrugând tancurile germane și echipajele acestora. Tancul lui Hessler este lovit de un butoi cu combustibil care îl incinerează. Generalul Gray sosește la timp pentru a vedea Panzerele în flăcări.
Fără nicio alternativă, soldații germani supraviețuitori își abandonează vehiculele și încep un drum lung înapoi spre Germania. Conrad își aruncă arma deoparte, deoarece a terminat cu războiul.

## Distribuție
- Henry Fonda – lt. col. Daniel Kiley
- Robert Shaw – col. Martin Hessler
- Robert Ryan – general maior Grey
- Dana Andrews – col. Pritchard
- George Montgomery⁠(d) – sgt. Duquesne
- Ty Hardin⁠(d) – lt. Schumacher
- Pier Angeli⁠(d) – Louise
- Barbara Werle⁠(d) – Elena
- Charles Bronson – maior Wolenski
- Hans Christian Blech⁠(d) – Conrad
- Werner Peters – gen. Kohler
- James MacArthur⁠(d) – lt. Weaver
- Karl-Otto Alberty⁠(d) – maior Von Diepel
- Telly Savalas – sgt. Guffy
- Steve Rowland⁠(d) – Courtland
- Robert Woods⁠(d) – Joe
- Charles Stalmaker – maior Burke

## Inexactități istorice
În narațiunea de la începutul filmului a lui William Conrad, acesta afirmă în mod inexact: „La nord se afla Armata a 8-a a lui Montgomery....” De fapt, Armata a 8-a britanică, comandată anterior de Montgomery, se afla în Italia la acea vreme; Comandamentul nordic al lui Montgomery era Grupul de Armate 21. Narațiunea continuă: „...La sud, Armata a 3-a a generalului Patton”. Deși Armata a 3-a a lui Patton se afla într-adevăr la sud, ea nu avea ca sarcină să apere Ardenii. În schimb, se afla pe malul de vest al râului Rin, o componentă a unei forțe mult mai mari, formată din patru armate americane ale Grupului de Armate 12, sub comanda generalului Omar Bradley, gata să treacă în Germania.
După introducere, nu există nicio referire la forțele britanice din zonă, deși acestea au fost ținute în mare parte în spatele râului Meuse și, prin urmare, aproape în totalitate în afara luptei. În consecință, nu se menționează decizia generalului Eisenhower de a împărți frontul în două, transferând comanda temporară a două armate americane feldmareșalului Montgomery în jumătatea de nord. Drept urmare, filmul implică o operațiune integral americană.
A fost filmat în lanțul muntos Sierra de Guadarrama și în Madrid, Spania, care nu se aseamănă cu Ardenii accidentați și puternic împăduriți din Belgia, Luxemburg și vestul Germaniei. În afară de întâlnirile inițiale americane cu ofensiva germană, vremea din timpul filmărilor a fost, de asemenea, în contradicție cu bătălia propriu-zisă, care a fost dată în timpul valurilor de ninsoare abundentă. Scena majoră de luptă cu tancuri din film și alte câteva scene de luptă s-au dat pe un teritoriu plat, gol și arid.
Scenele aviatice de recunoaștere cu Henry Fonda au fost filmate cu unul sau mai multe avioane Cessna L-19, care nu au zburat până în decembrie 1949, în schimb Piper L-4  a fost utilizat pe scară largă în timpul celui de-al Doilea Război Mondial.
Lupta finală cu tancuri este o descriere grosieră a bătăliei de la Celles din 26 decembrie 1944, în care Divizia 2 Blindată din SUA a distrus Divizia 2 Panzer germană. Filmul creează falsa impresie că un număr mare de tancuri americane s-au sacrificat împotriva tancurilor Tiger II grele și, în acest proces, au ademenit inamicul de la curs, ceea ce i-a făcut să rămână fără benzină. În realitate, erau deja blocați. Tancurile care au fost folosite, în ciuda afirmațiilor producătorului într-un interviu într-unul dintre extrasele DVD, nu sunt exacte din punct de vedere istoric. Deși tancurile ușoare M24 Chaffee folosite în film în locul omniprezentului M4 Sherman au fost introduse în timpul celui de-al Doilea Război Mondial, acestea nu au fost folosite la scara prezentată în film, ele au fost relativ rare.
Tancurile americane M47 Patton au fost folosite în locul tancurilor germane Tiger II (care nu mai existau pentru a fi folosite), în ciuda faptului că erau cu peste 20 de tone mai ușoare.
Lipsește din film răspunsul Armatei a 3-a a Statelor Unite sub comanda generalului George Patton în relieful orașului ocolit, dar încercuit, Bastogne.
De asemenea, nu se menționează punctul cheie de cotitură al bătăliei, care nu a fost un efort de tancuri și infanterie, ci mai degrabă puterea aeriană aliată care a lovit puternic vârful de lance german la primul semn de vreme senină.
Personajele lui Kiley, un locotenent colonel american, și Hessler, un comandant obișnuit de tanc Wehrmacht, s-au bazat vag pe colonelul Benjamin Abbott „Monk” Dickson și pe locotenent-colonelul Waffen-SS Joachim Peiper, deși personajul lui Hessler îl întreabă de fapt pe generalul Kohler despre rapoartele despre masacrul de la Malmedy, pe care Kohler le pune pe seama unui alt ofițer SS, făcând comparația cu Hessler și Peiper inexactă. Cu toate acestea, personajele fictive au avut diferențe marcante. De exemplu, Peiper nu a murit într-un atac kamikaze de tancuri. A fost judecat și condamnat la moarte la Tribunalul pentru Crime de Război pentru rolul său în masacrul de la Malmedy, dar a fost eliberat după ce a ispășit doisprezece ani de închisoare. A trăit până în 1976, când a fost ucis în Franța de comuniști francezi.

## Producție
Scenaristul Bernard Gordon susține că a rescris scenariul original al lui John Melson. Unele dintre alegerile inițiale pentru regizor au fost experimentatul și plin de succes Richard Fleischer, care a refuzat, și Edward Dmytryk, cu care Jack L. Warner de la Warner Bros. a refuzat să lucreze. În cele din urmă, a fost numit Ken Annakin, care a lucrat anterior la Ziua cea mai lungă. Annakin a scris: „Părea o relatare narativă destul de bună a atacului surpriză german împotriva forțelor americane din Ardeni și a modului în care avansul aliaților aproape că a fost inversat în acel moment, dar dialogul nu a fost remarcabil, relațiile dintre personaje nu erau deosebite - părea pentru mine doar un alt film de război”. Cu toate acestea, a decis să accepte postul la sfatul colegilor săi care au spus că va fi un mare succes.
Consilierul tehnic al filmului a fost general-maior (pe atunci colonel) Meinrad von Lauchert, care a comandat divizia germană de tancuri care a făcut cele mai multe progrese în bătălia reală din Ardeni.
Armata spaniolă a furnizat aproximativ 500 de soldați complet echipați și 75 de tancuri și vehicule, dintre care unele erau din Al Doilea Război Mondial.

### Film similar planificat de Columbia
O chestiune controversată în 1964-1965 a fost un alt film despre Bătălia din Ardeni – nefinalizat – programat de Columbia Pictures, să se numească The 16th of December: The Battle of the Bulge (16 decembrie: Bătălia din Ardeni) și coprodus de Tony Lazzarino. Efortul studioului Columbia a avut cooperarea Pentagonului, care i-a oferit lui Lazzarino „o istorie nepublicată de luptă de mii de pagini”, precum și asistența lui Eisenhower. Ar fi avut loc filări în mare parte în statul New York, în rezervația armatei Fort Drum, ceea ce ar fi oferit condiții meteorologice autentice de iarnă. Filmul propus a avut cooperarea mai multor ofițeri care au făcut parte din luptă, inclusiv generalul german Hasso von Manteuffel (comandantul Armatei a 5-a Panzer) și generalul american Robert W. Hasbrouck (care a condus Divizia a 7-a Blindată).
Până în decembrie 1965 – luna în care filmul Warner a fost lansat – încă mai existau planuri de a realiza filmul Columbia. Anunțurile de  casting l-au inclus pe Van Heflin în rolul lui Eisenhower, John Wayne în rolul generalului Patton, David Niven în rolul generalului Montgomery și Laurence Olivier în rolul lui Hitler. Columbia a emis o ordonanță în 1964 împotriva Warner pentru înregistrarea titlului său Battle of the Bulge la MPAA; pentru ca Columbia să-l poată folosi, iar Warner a fost de acord să nu menționeze nume reale precum Eisenhower, Montgomery, Bradley, Patton, MacAuliffe (generalul american care a dat răspunsul uluitor „Nuts!” (Sonați!) la cererea germană de predare) și alte zece „ale căror povești au contribuit la versiunea Morgan-Lazzarino”.  La începutul anului 1964, presa a anunțat un premiu de un milion de dolari pentru Columbia din producția Warner, de asemenea îi era interzis „să caute sprijin la agenții și persoane cu care Columbia Pictures și Gotham Rhodes au încheiat deja acorduri”.

## Primire
Pe site-ul web Rotten Tomatoes, filmul are un rating de aprobare de 63% pe baza a 8 recenzii, cu un scor mediu de 7,1/10.
A fost unul dintre cele mai populare filme la box office-ul britanic din 1966.
În 1966, a avut două nominalizări la Premiile Globul de Aur, pentru pentru cel mai bun actor în rol secundar (film) (Telly Savalas) și pentru cea mai bună coloană sonoră (Benjamin Frankel).

## Moștenire
Filmul a influențat mai târziu trilogia originală Războiul stelelor în timpul producției filmului Imperiul contraatacă (1980), bătălia de pe planeta Hoth fiind influențată de Bătălia din Ardeni și de film.
Sovieticii au considerat că în filmele americane Bătălia din Ardeni (1965) și Ziua cea mai lungă (1963) rolul trupelor sovietice în victoria asupra fascismului nu a fost niciodată menționat. După ce le-a vizionat, regizorul de film sovietic Iuri Ozerov a început să lucreze la filmul epic Eliberare (1968-1971), dedicat bătăliilor trupelor sovietice. Ulterior, Ozerov a mai creat încă 3 epopee despre Marele Război Patriotic (Soldații victoriei (1977), Bătălia pentru Moscova (1985) și Stalingrad (1990)).